# くろきすがや
くろきすがやは日本の小説家・推理作家。那藤功一と菅谷淳夫が小説を書くために用いている筆名。2017年に『カグラ』（応募時タイトル）で第16回『このミステリーがすごい!』大賞の優秀賞を受賞。2018年に『感染領域』と改題してデビュー。

## プロフィール
那藤 功一
1963年3月、青森県むつ市生まれ。東京大学経済学部卒業。広告会社勤務を経て、現在は作家活動に専念。プロットを担当している。今後は役割が交代することもあるという。
菅谷 淳夫
1965年9月、神奈川県小田原市生まれ。東京大学文学部美術史学科卒業後、フリーランスでライター業に従事。小説化を担当している。

## 著作リスト
- 『感染領域』（2018年2月 宝島社文庫）
- 『ラストスタンド 感染領域』（2020年8月 宝島社文庫）